# Kluémt Indian Reserve 15
Kluémt Indian Reserve 15, es una reserva de Canadá, que se encuentra en el condado en el Distrito Regional de la Costa Central en la provincia de Columbia Británica, en el suroeste del país, a 3800 km al oeste de la capital, Ottawa. Kluémt Indian Reserve 15 está situado en la isla Campbell. El clima es moderado. La temperatura media es de 5 °C. El mes más caliente es julio, con 14 °C, y el mes más frío es enero, con -2 °C.